# Dmitry Tsvetkov
Ne pas confondre avec Dmitri Tsvetkov (en) (1890-1930).
Dmitry Tsvetkov (né le 10 septembre 1983) est un orienteur russe de Haut Niveau. 

## Palmarès

### Jeux mondiaux
- Jeux mondiaux de 2017 à Wrocław (Pologne)
  -  Médaille de bronze en catégorie Relais mixte

### Jeux mondiaux militaires
- Médaille d'or en 2019 à Wuhan (Chine) en longue distance
- Médaille d'argent en 2019 à Wuhan (Chine) en relais
- Médaille d'argent en 2019 à Wuhan (Chine) par équipe